# Lelkoun dlouhoocasý
Lelkoun dlouhoocasý (Batrachostomus hodgsoni) je noční až soumračný pták z řádu lelkounů s roztroušeným areálem výskytu v Bangladéši, Bhútánu, Číně, Indii, Laosu, Myanmaru, Thajsku a Vietnamu.

## Systematika

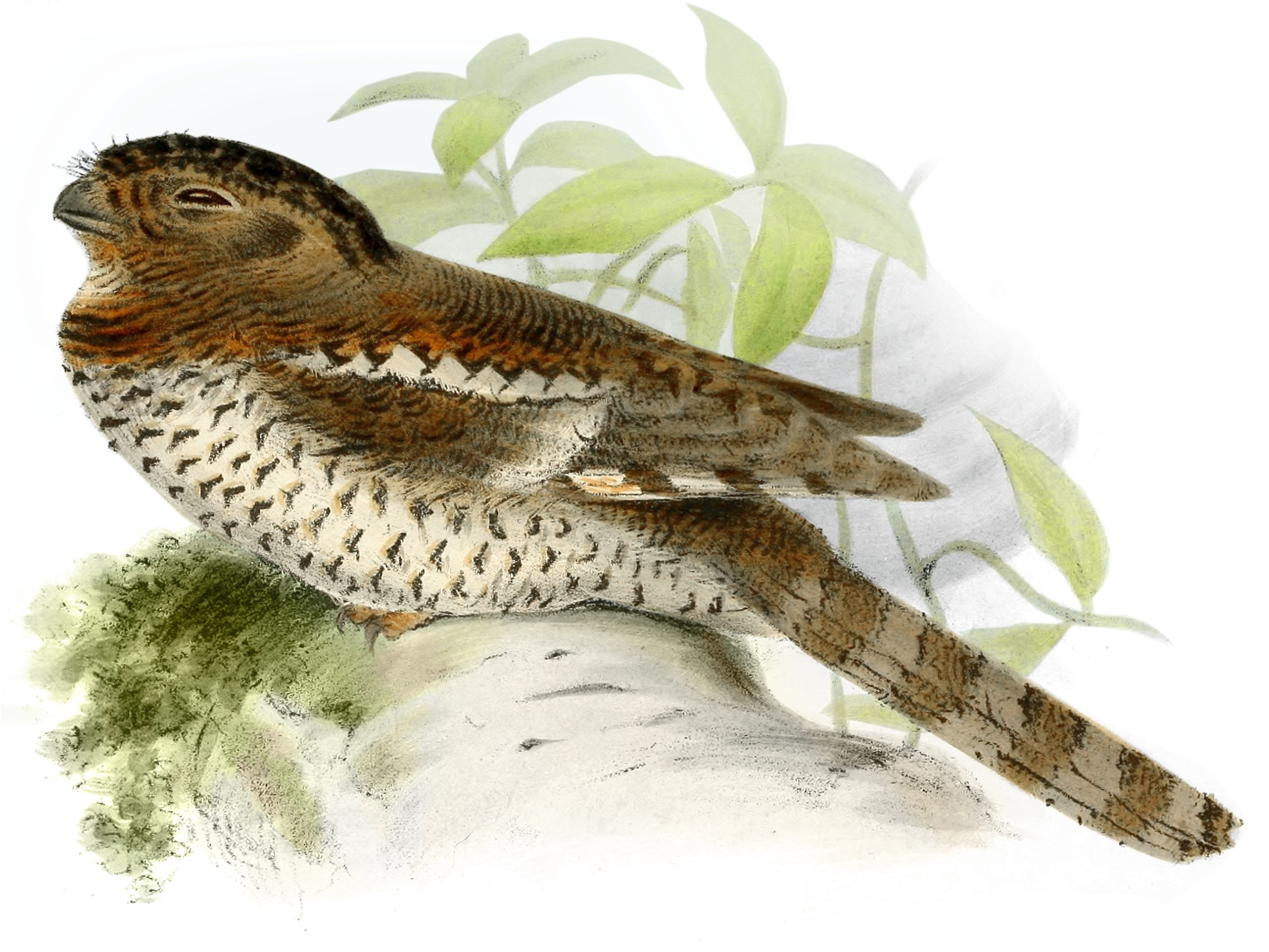
Ilustrace lelka dlouhoocasého (Joseph Wolf, 1860

Druh popsal anglický zoolog George Robert Gray v roce 1859. Lelkoun dlouhoocasý se řadí do rodu Batrachostomus, tedy největšího rodu čeledi lelkounovití, resp. řádu lelkouni (Podargiformes). K roku 2022 se rozeznávaly 2 poddruhy s následujícím rozšířením:
- B. h. hodgsoni (Gray, GR, 1859) – západní Myanmar, Indie, Bangladéš
- B. h. indochinae Stresemann, 1937 – východní Myanmar, Čína, Thajsko, Laos

Druhové jméno hodgsoni odkazuje k anglickému diplomatu a zoologovi Brianovi H. Hodgsonovi.

## Popis
Tento středně velký lelek dosahuje délky 24,5–27,5 cm. Křídlo je dlouhé 124–140 mm, zobák 16–19 mm, běhák 16–17 mm. Váží kolem 50 g. Duhovky jsou žluté, hnědé nebo šedé. Zobák je narůžovělý či nažloutlý, nohy mají tělové zabarvení.
Samec má většinu opeření na svrchní části těla našedle hnědou s jemným nádechem rezavé. Hlavně na hřbetu se nachází černé flekování. Ramenní perutě mají výrazné bílé fleky, jejich bílá pera jsou olemována černou linkou. Obočí je červenohnědé. Krk je bělavý až světlounce červenhonědý, horní část hrudi má stejné zbarvené jako svrchní část těla. Spodina je jinak šedavě hnědá a světlejší než svrchní část. Samice má podobné vzory jako samec, avšak je více do rezava. Ptáčata jsou po narození pokryta červenohnědým prachem.

## Rozšíření a populace
Lelek dlouhoocasý se vyskytuje v kapsovitých, geograficky oddělených oblastech v Bangladéši, Bhútánu, Číně, Indii, Laosu, Myanmaru, Thajsku a Vietnamu. Nejčastěji se vyskytuje v horských a podhorských lesích mezi 300–1800 m n. m., občas jej lze nalézt i v nížinatých lesích. Preferuje husté, vlhké pralesy, často se strmými silně zarostlými svahy. Vyskytuje se i ve vzrostlém druhotném lese.
Celková populace druhu není známá, avšak výskyt lelkouna dlouhoocasého bývá popisován jako vzácný nebo alespoň neobvyklý. I přes neznámou velikost populace se předpokládá, že jsou stavy lelků dlouhoocasých na ústup z důvodu odlesňování přirozených stanovišť. I tak Mezinárodní svaz ochrany přírody hodnotí druh jako málo dotčený.

## Biologie
Lelek dlouhoocasý je noční až soumračný pták. Často se pohybuje samostatně. Ke hřadování dochází na větvích v hustém lese. Živí se velkým hmyzem (brouci, můry), potravu sbírá ze země a ze stromového větvoví. Hlasově se projevuje měkkým, jemně trylkovacím stoupavým hvizdem uáé, uáou, uéou nebo uéou-a. Pískání jsou většinou vydávána v sérii do 10 hvizdů s 1–7 vteřinovou pauzou mezi jednotlivými hvizdy.
Hnízdí od dubna do července. Hnízdo z mechu a lišejníků s vystýlkou z jemného rostlinného materiálu má tvar velmi mělké misky o průměru 9 cm. Bývá umístěno na horizontálně ložených větvích do 10 m od země. Snůšku tvoří 1–2 elipsovitá bílá vejce o rozměrech cca 27×19 mm. Inkubují oba partneři.